# Cadel Evans Great Ocean Road Race Women
Cadel Evans Great Ocean Road Race Women – jednodniowy wyścig kolarski kobiet rozgrywany od 2015 w Australii, od 2020 należy do cyklu UCI Women’s World Tour.
Oprócz wyścigu kobiecego rozgrywana jest również męska impreza o tej samej nazwie.

## Zwyciężczynie
Opracowano na podstawie:
| Rok  | Pierwsze             | Drugie               | Trzecie               |          |
| ---- | -------------------- | -------------------- | --------------------- | -------- |
| 2015 | Rachel Neylan        | Valentina Scandolara | Tessa Fabry           |          |
| 2016 | Amanda Spratt        | Rachel Neylan        | Danielle King         |          |
| 2017 | Annemiek van Vleuten | Ruth Winder          | Mayuko Hagiwara       |          |
| 2018 | Chloe Hosking        | Gracie Elvin         | Giorgia Bronzini      |          |
| 2019 | Arlenis Sierra       | Lucy Kennedy         | Amanda Spratt         |          |
| 2020 | Liane Lippert        | Arlenis Sierra       | Amanda Spratt         |          |
| 2021 | odwołany             | odwołany             | odwołany              | odwołany |
| 2022 | odwołany             | odwołany             | odwołany              | odwołany |
| 2023 | Loes Adegeest        | Amanda Spratt        | Nina Buysman          |          |
| 2024 | Rosita Reijnhout     | Dominika Włodarczyk  | Cecilie Uttrup Ludwig |          |
| 2025 | Ally Wollaston       | Karlijn Swinkels     | Noemi Rüegg           |          |